# Dolmen de Curton
Pour les articles homonymes, voir Curton.
Le dolmen de Curton est une allée couverte située sur la commune de Jugazan, dans le département de la Gironde, en France.

## Historique
L'édifice est partiellement détruit vers 1850 : les premiers orthostates côté nord disparaissent. L'abbé Labrie fouille le site en 1904. Vers 1975, le monument subit une fouille clandestine. Il est inscrit au titre des monuments historiques par arrêté du 24 octobre 1995.

## Description
C'est une allée couverte, du type allée d'Aquitaine orientée ouest-nord-ouest/est-sud-est : elle s'étire sur 7,55 m de long avec une largeur variant entre 1,10 m à l'entrée, 0,75 m au centre et 1,35 m au fond ; la hauteur des dalles est de 0,30 m à l'entrée et de 1,30 m au chevet. Elle est délimitée par cinq orthostates côté gauche (longueur 1,10 à 1,40 m), trois côté droit (longueur 0,90 à 1,70 m) et une dalle de chevet (longueur 1,15 m). Une seule des tables de couverture est encore en place, elle mesure 2,50 m par 2,10 m et repose sur deux piliers côté sud et un pilier côté nord. L'allée couverte a été édifiée directement sur le substrat rocheux qui en constitue le sol.
La dalle de chevet a été bouchardée sur sa face intérieure. Elle est ornée de gravures peu profondes et incomplètes du fait de l'érosion de la partie supérieure de la dalle. Les gravures correspondent à trois cercles, dont l'un surmonté de six traits parallèles et un second de deux traits du même type, qui pourraient être des représentations du soleil. Un dessin en forme de "U" (ou de fer à cheval) et un autre de forme arrondie mais incomplet complètent l'ensemble. Ces motifs (cercles solaires et "fer à cheval") se rencontrent fréquemment dans les monuments mégalithiques européens.

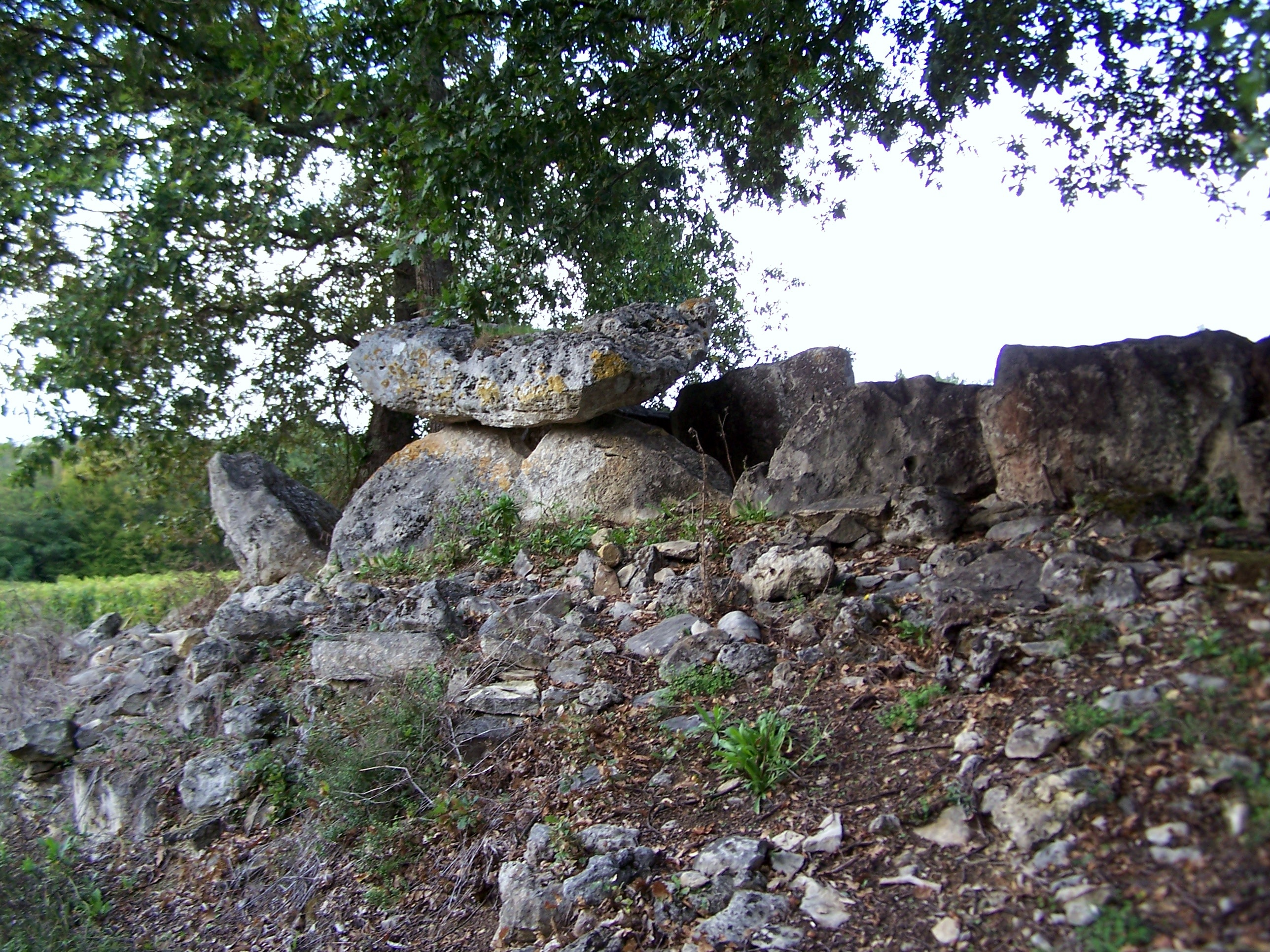
Vue sud (oct. 2012)
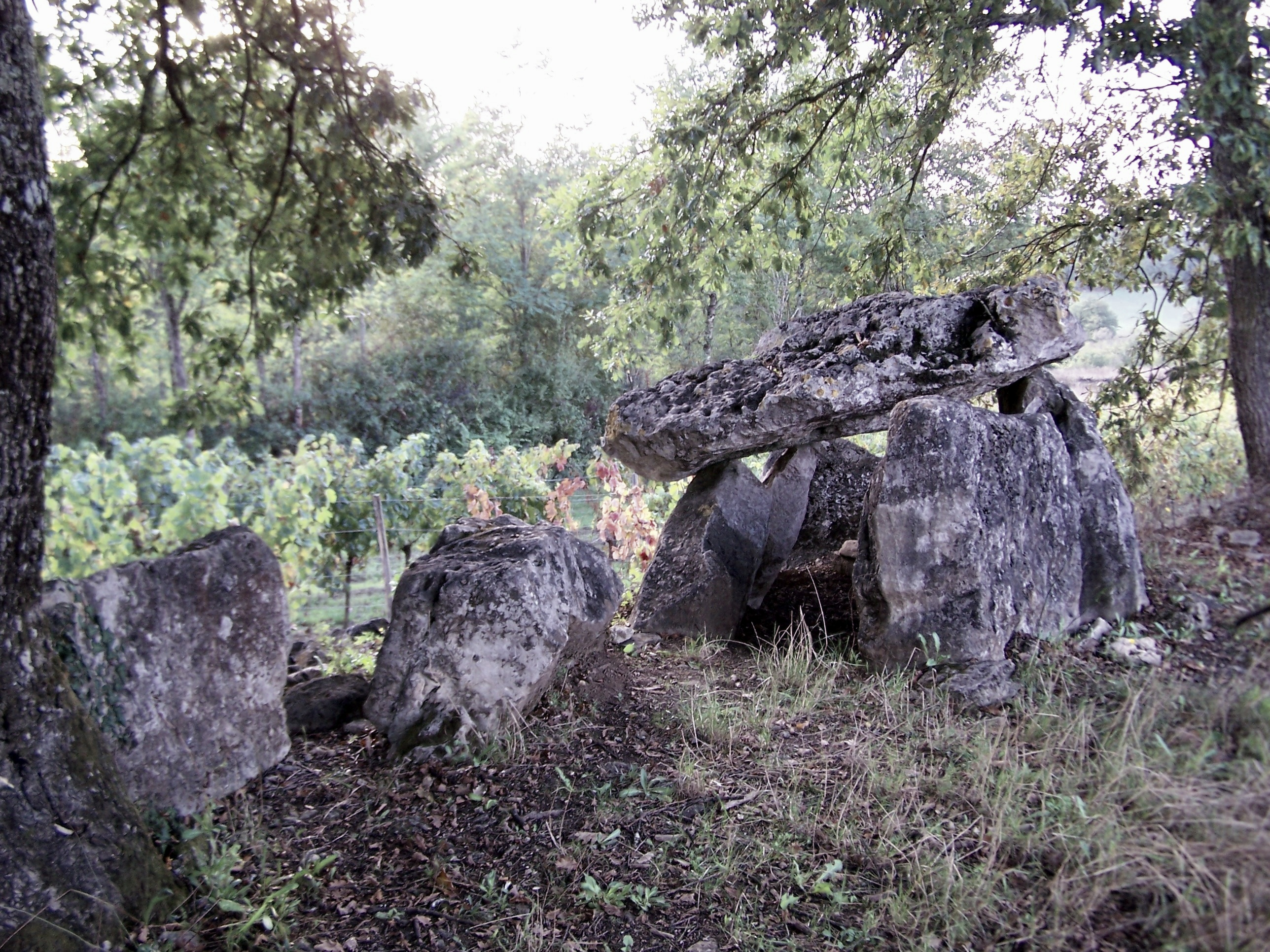
Vue est (oct. 2012)
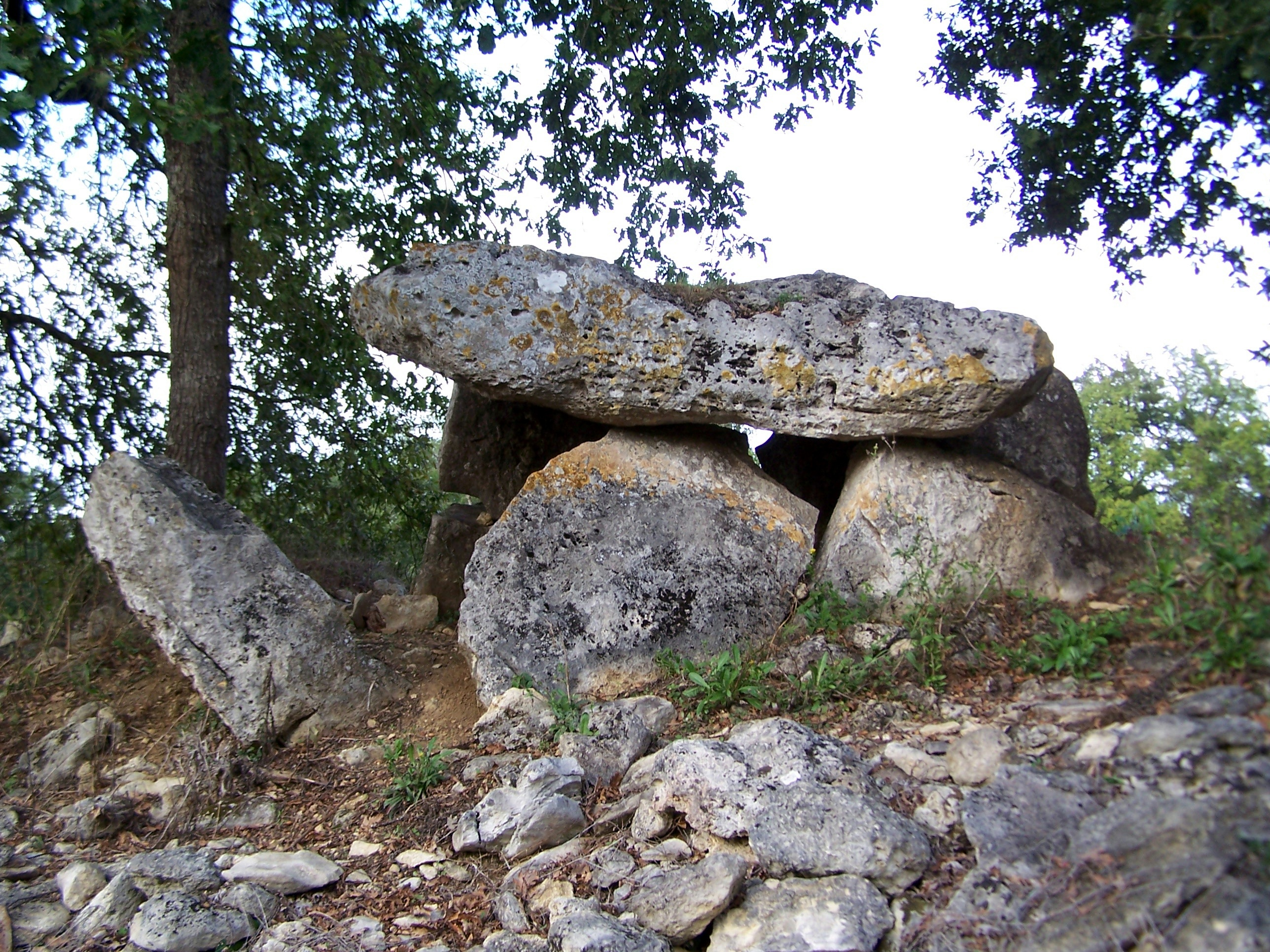
Vue nord (oct. 2012)
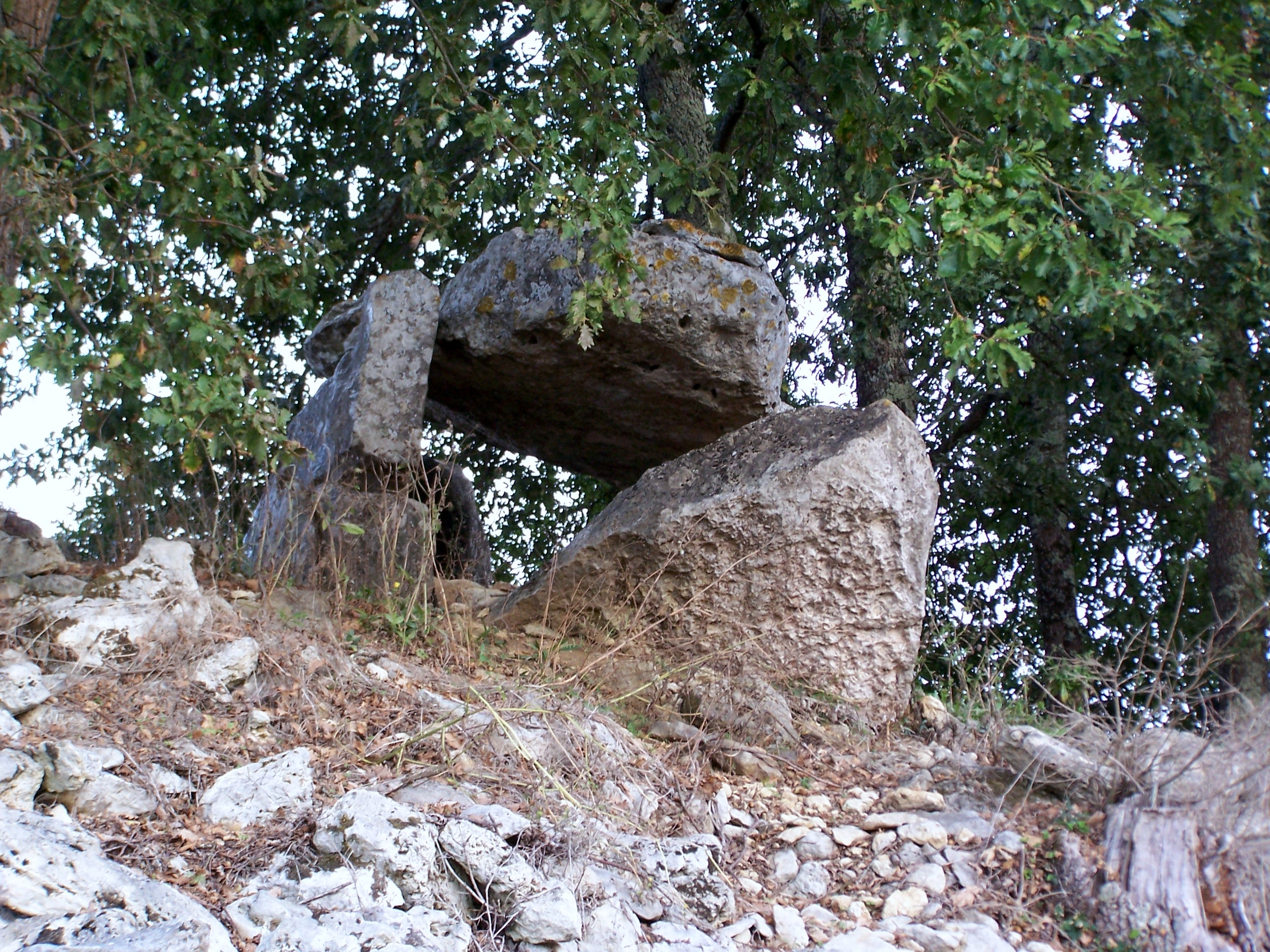
Vue ouest (oct. 2012)

## Mobilier funéraire
Lors de ses fouilles l'abbé Labrie découvrit de nombreux ossements humains correspondant à au moins huit individus (cinq hommes et trois femmes) dont six furent découverts allongés deux par deux. Le mobilier funéraire retrouvé se composait d'une pendeloque cylindrique, de deux objets indéterminés en os ayant une forme d'ancre, de coquillages (cardium et pectunculus), de tessons de poterie sans décor et de deux outils en silex poli (une hache et une herminette). La partie ouest du dolmen contenait aussi deux vases gallo-romains. Une partie du mobilier découvert par Labrie est conservée au Musée d'Aquitaine.